# لوتز مايكل فيجنر
لوتز مايكل فيجنر (بالإنجليزية: Lutz Michael Wegner)‏ (ولد في 11 أكتوبر 1949) وهو عالم كمبيوتر ألماني.

## حياته
ولد فيغنر في وينسبيرج بالقرب من هايلبرون، ألمانيا في عام 1949. تخرج من أكاديمية ويليستون في إيستهامبتون بولاية ماساشوستس عام 1968 ومن ثيودور هويس جيمنيزيوم في هايلبرون في عام 1969. وفي الفترة من 1969 إلى 1974 درس الهندسة الصناعية في معهد كارلسروه للتكنولوجيا. كان لوتز طالباً في قسم علوم الكمبيوتر في جامعة كولومبيا البريطانية في فانكوفر، كندا. تم تقديم أطروحته بعنوان «تحليل القواعد النحوية من مستويين» في كارلسروه عام 1977 مع كون هيرمان مورير وتوماس أوتمان. في عام 1982 حصل على شهادة التأهل للأستاذية في علوم الكمبيوتر التطبيقية من معهد كارلسروه للتكنولوجيا مع أطروحة الافتتاحية (Habilitationsschrift) على المتغيرات Quicksort لل multisets. وكان الفائزين بالجائزة هم توماس أوتمان، وولفغانغ يانكو، وجان فان ليوين (أوتريخت).
في عام 1984 تم تعيينه أستاذا في جامعة فولدا للعلوم التطبيقية وذهب من هناك في عام 1987 إلى جامعة كاسل حيث شغل منصب أستاذ ورئيس مجموعة قواعد البيانات منذ عام 1989 حتى تقاعده في مارس 2015.
لوتز فيجنر مطلق ولديه ثلاثة أطفال.

## إنجازاته
بدأ لوتز فيغنر مسيرته المهنية بالأبحاث الأساسية المعروفة باسم grammars van vanjanga، والذي تم استخدامها لتعريف لغة البرمجة Algol68. أدرجت نتائجه في دليل اللغات الرسمية من قبل أرتو سالوما. بالنسبة لأطروحته الثانية، طور متغيرات من Quicksort مناسبة للطبقات المتعددة وأثبت أنها حققت الحد الأدنى لخوارزميات التجميع السريع التي سبق أن قدمها روبرت سيدجويك. بعد إقامة تفرغية في المركز العلمي لشركة IBM في هايدلبرغ، أبدى اهتمامًا بنموذج البياناتالمعروف بالنموذج المرتبط المتداخل، وصمم محررًا رسوميًا، والذي استخدمه كقاعدة للبحوث حول المجمعات المتزامنة. في عام 1986، قام بتأليف دورة تعلم عن بعد بعنوان «مقدمة إلى يونكس»، والتي كانت في الأصل مساهمة في مشروع COSTOC - هيرمان مايور.
إلى جانب إنجازاته العلمية، كان فيجنر أداة أساسية في تقديم دراسات علوم الكمبيوتر (البكالوريوس والماجستير) في جامعة كاسل التي بدأت في عام 2001 بعد الحصول على ثلاث مناصب أكاديمية إضافية برعاية تراودل هيرهاوزن.